# Димитър Ватикиоти
Димитър Павлович Ватикиоти (на гръцки: Δημήτρης Βατικιώτης, Димитрис Ватикиотис, на руски: Дмитрий Павлович Ватикиоти) е офицер (капитан) в Руската империя от гръцки произход. Известен е като командир на Българската земска войска (1811 – 1812) и апостол за България на революционната организация „Филики Етерия“ (1814 – 1819).

## Произход
Няма единни и достатъчно достоверни данни за етническия произход, мястото и датата на раждането на Ватикиоти.
Според някои източници е роден през 1786 г. в село Табаки (днес в Болградски район, Одеска област, Украйна), макар че други източници водят началото на Табаки от 1806 – 1812 г., а трети сочат Ватикиоти за основател на селото.
Поради заеманото високо място в ръководството – апостол на гръцката организация „Филики Етерия“ редица автори го определят като грък. Българският историк Кръстьо Манчев пише за него: „Димитър Ватикиоти, грък, офицер на руска служба, командир на българските доброволци в руската армия по време на войната от 1806 – 1812 г.“ Гръцки публикации също застъпват тази гледна точка за народността му.

## Дейност

### Във войните от 1811 – 1812 г.
По време на Руско-турската война от 1806 – 1812 г. през юни 1811 г. Дмитрий Ватикиоти се обръща към генерал Кутузов чрез посредничеството на генерал-майор Иван Инзов с идея да сформира Българска земска войска.
След първия командир (за кратко) генерал Павел Турчанинов поручик Ватикиоти оглавява това военно формирование, съставено от българи (главно) и гагаузи. Отличава се в битката за Силистренската крепост през 1811 г., награден е от ген. Кутузов с паметно оръжие – златна сабя. Отрядът достига численост около 3000 души; след сключването на Букурещкия мирен договор е разпуснат в края на май 1812 г.
Само месец по-късно започва Френско-руската война. Българската земска войска на капитан Ватикиоти отново е свикана, но с намален състав от около 400 души. Отрядът действа в тила на войските на Наполеон, после взема участие в преследването им в Германия и Франция в състава на Литовския полк.

### Общественик в Буджак
Съгласно гръцки източници Ватикиоти оглавява „българската колония“ в Ренѝ през 1815 г..
През 1818 година Дмитрий Ватикиоти се споменава като капитан в руската армия, командир на Българската земска войска и попечител на отвъддунавските преселници, член на Комисията по сбор на сведения за отвъддунавските преселници в Бесарабия. Брат му Иван Павлович Ватикиоти (Ιωάννης Βατικιώτης) е стотник в Българската земска войска и старейшина на отвъддунавските преселници в Гръцкия уезд (Гречанский цинут) в Бесарабия, според някои родом от там, но с гръцки произход.

### Във „Филики Етерия“
През септември 1814 година в Одеса е създадена тайната гръцка революционна организация „Филики Етерия“, поставила си за цел да освободи гръцките земи от турско господство.
Дмитрий и брат му Иван Ватикиоти са сред първите ѝ членове. Д. Ватикиоти е избран сред нейните 12 апостоли (ръководители на области с гърци); той обещава, че още в началото на военните действия ще го последват „14 хиляди българи“. От него се иска още да организира въстание в Северна България едновременно с въстанието в самата Гърция, както и в Сърбия.
Дмитрий Ватикиоти обаче умира (според гръцки източници на възраст 27 г.) по време на престой в Москва през 1819 г.